# Yongding
Yongding léase Yong-Díng (en chino:永定县, pinyin:Yǒngdìng Xiàn,en Hakka:Yún-thin-yen) es un distrito urbano bajo la administración directa de la ciudad-prefectura de Longyan. Se ubica al sur de la provincia de Fujian, sureste de la República Popular China. Su área es de 2200 km² (80% montaña) y su población es de 476 000 (2009). 

## Administración
El distrito de Yongding  se divide en 9 poblados y 14 villas:
Poblados
- Kanshi (坎市镇)
- Xiayang (下洋镇)
- Fushi (抚市镇)
- Gaobei (高陂镇)
- Hulei (湖雷镇)
- Hukeng (湖坑镇)
- Peifeng (培丰镇)
- Fengshi (峰市镇)
- Longtan (龙潭镇)

Villas
- Chengjiao (城郊乡)
- Xianshi (仙师乡)
- Hongshan (洪山乡)
- Hushan (湖山乡)
- Qiling (岐岭乡)
- Daxi (大溪乡)
- Guzhu (古竹乡)
- Hugang (虎岗乡)
- Tangbao (堂堡乡)
- Hexi (合溪乡)
- Jinsha (金砂乡)
- Xixi (西溪乡)
- Chendong (陈东乡)
- Gaotou (高头乡)

## Geografía y clima
Dos ríos importantes atraviesan el distrito, el Yongding (永定河) y el Xiayang (下洋溪),ambos son afluentes del río Ting (汀江 nombre con el que se conoce en Fujian) o Río Han (韩江, nombre con que se conoce en Guangdong). Situado en una zona subtropical y con sujeción a los tifones, Yongding presenta precipitaciones anuales de unos 1.200 a 1.500 milímetros por año. 
| Parámetros climáticos promedio de Yongding              | Parámetros climáticos promedio de Yongding | Parámetros climáticos promedio de Yongding | Parámetros climáticos promedio de Yongding | Parámetros climáticos promedio de Yongding | Parámetros climáticos promedio de Yongding | Parámetros climáticos promedio de Yongding | Parámetros climáticos promedio de Yongding | Parámetros climáticos promedio de Yongding | Parámetros climáticos promedio de Yongding | Parámetros climáticos promedio de Yongding | Parámetros climáticos promedio de Yongding | Parámetros climáticos promedio de Yongding | Parámetros climáticos promedio de Yongding |
| Mes                                                     | Ene.                                       | Feb.                                       | Mar.                                       | Abr.                                       | May.                                       | Jun.                                       | Jul.                                       | Ago.                                       | Sep.                                       | Oct.                                       | Nov.                                       | Dic.                                       | Anual                                      |
| ------------------------------------------------------- | ------------------------------------------ | ------------------------------------------ | ------------------------------------------ | ------------------------------------------ | ------------------------------------------ | ------------------------------------------ | ------------------------------------------ | ------------------------------------------ | ------------------------------------------ | ------------------------------------------ | ------------------------------------------ | ------------------------------------------ | ------------------------------------------ |
| Temp. máx. media (°C)                                   | 16.7                                       | 17.8                                       | 21.7                                       | 25                                         | 28.3                                       | 30                                         | 33.3                                       | 32.8                                       | 31.1                                       | 27.2                                       | 22.8                                       | 19.4                                       | 25.5                                       |
| Temp. mín. media (°C)                                   | 5.6                                        | 8.3                                        | 12.8                                       | 16.1                                       | 20                                         | 22.2                                       | 22.8                                       | 22.8                                       | 21.7                                       | 16.1                                       | 12.2                                       | 8.3                                        | 15.7                                       |
| Precipitación total (mm)                                | 52.9                                       | 110.3                                      | 199.3                                      | 229.9                                      | 286.5                                      | 274.1                                      | 125.2                                      | 172.6                                      | 134.6                                      | 52.6                                       | 46.3                                       | 34.0                                       | 1718.3                                     |
| Días de precipitaciones (≥ 0.1 mm)                      | 9.5                                        | 14.7                                       | 17.5                                       | 18.1                                       | 21.1                                       | 17.8                                       | 15.2                                       | 15.7                                       | 13.9                                       | 7.4                                        | 5.9                                        | 6.1                                        | 162.9                                      |
| Fuente n.º 1: Weatherbase (Temperatures)                |                                            |                                            |                                            |                                            |                                            |                                            |                                            |                                            |                                            |                                            |                                            |                                            |                                            |
| Fuente n.º 2: Weather.com.cn (Precipitation, 1971–2000) |                                            |                                            |                                            |                                            |                                            |                                            |                                            |                                            |                                            |                                            |                                            |                                            |                                            |

## Economía

### Hidroeléctrica
Como resultado de la precipitación abundante y el terreno montañoso, la energía hidroeléctrica es abundante. Existen numerosas centrales hidroeléctricas en el distrito, una notable es la Hidroeléctrica Mianhuatan, La planta tiene una capacidad de almacenamiento de agua de 2.035 millones de metros cúbicos y es capaz de generar 1520 millones horas de kilovatios de electricidad al año. La Mianhuatan contribuye en gran medida a la economía de rápido crecimiento de Fujian y la provincia vecina de Guangdong.

### Agricultura
En la agricultura, el arroz es el principal cultivo para el distrito. La mayoría de los campos bajos pueden producir dos cosechas de arroz al año.Yongdíng es un productor importante de tabaco. El cultivo del tabaco comenzó en la Dinastía Ming. Yongdíng fue honrado como el "hogar de tabaco" en el siglo XX. Aunque su importancia ha disminuido en los últimos años, el distrito sigue siendo una de las áreas más importantes productores de tabaco de la región.

### Minería
Yongding es rico en depósitos minerales, especialmente de carbón. La mayor parte del carbón del distrito es enviado a Guangdong, donde el crecimiento económico ha creado una enorme demanda de energía. Esto a su vez ha creado una demanda de camiones pesados. Como resultado, Yongding es uno de los distritos con más camiones.